# Bastion św. Elżbiety
Bastion św. Elżbiety (niem. Elisabethtor) – dawny element fortyfikacji Gdańska w postaci bastionu, do czasów obecnych przetrwały jego relikty.

## Charakterystyka
Element zachodniego frontu fortyfikacji Gdańska, który osłaniał Stare Miasto od strony wzgórz Grodziska. W latach 1554–1557 wzniesiono w tym miejscu poprzedzony fosą Rondel św. Elżbiety, biorący swoją nazwę od pobliskiego kościoła św. Elżbiety. W 1563 r. obiekt powiększono o Bramę Raduńską – przepust Kanału Raduni przez fosę. Od 1574 rondel św. Elżbiety był połączony kurtyną z Bramą Wyżynną. Obiekt był zbudowany w tak zwanym stylu starowłoskim. W latach 1636–1639 nastąpiła jego znaczna przebudowa. Od tego momentu nabrał on kształtów zbliżonych do pozostałych bastionów Gdańska (tzw. bastionów staroholenderskich), to znaczy składających się przede wszystkim z nasypów ziemnych.
W 1867 r. wzdłuż fosy zachodnich umocnień Gdańska poprowadzono linię kolejową do Nowego Portu. W bezpośrednim sąsiedztwie Bastionu św. Elżbiety powstał nieistniejący już dworzec Brama Wyżynna. Rozbiórka zachodniego ciągu bastionów była planowana już od lat 80. XIX wieku. Pierwotnie pojawił się plan zbudowania dworca kolejowego Gdańsk Główny dokładnie w miejscu Bastionu św. Elżbiety, ostatecznie został on zbudowany nieznacznie dalej. Prace niwelacyjne na terenie bastionu były przeprowadzone od 1893 roku. Południową część bastionu przeznaczono na miejsce dla gmachu komendantury garnizonu – dzisiejszy Nowy Ratusz. Zniwelowano skarpy, odsłaniając kazamaty zachowane do dziś. Ponadto dolna część północnego czoła bastionu zachowała się jako nasyp południowego (brukowanego) odcinka ul. Podwale Grodzkie – kształt bastionu jest czytelny np. naprzeciw magazynów przy ul. Podwale Grodzkie 2H.
Współcześnie bastion mieścił klub i restaurację "Big Johny”. Po ich zamknięciu przewidywano tu lokalizację lokalnego browaru, do czego nie doszło.

## Galeria

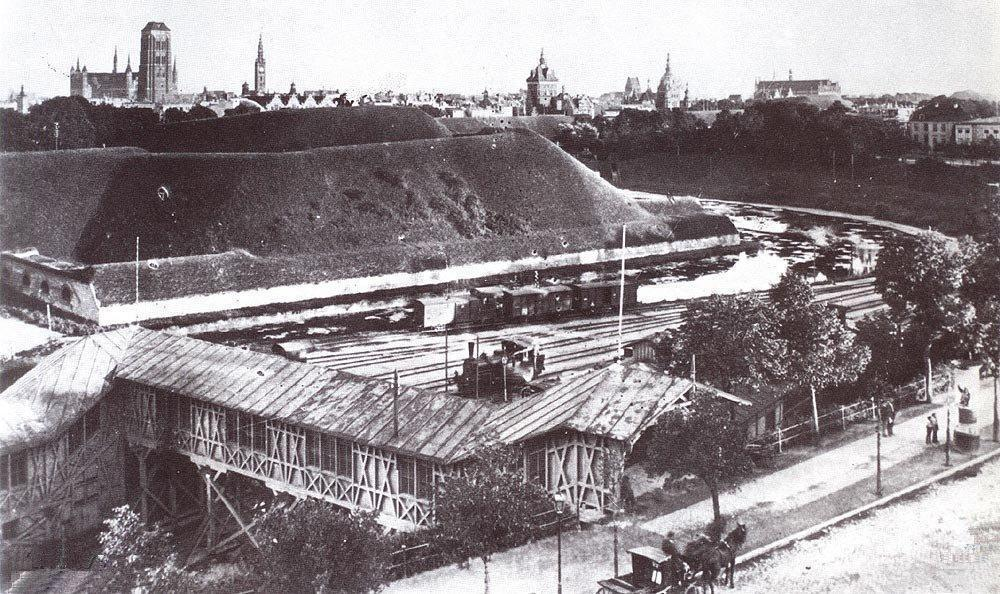
Bastion św. Elżbiety i fosa w 1890 r.
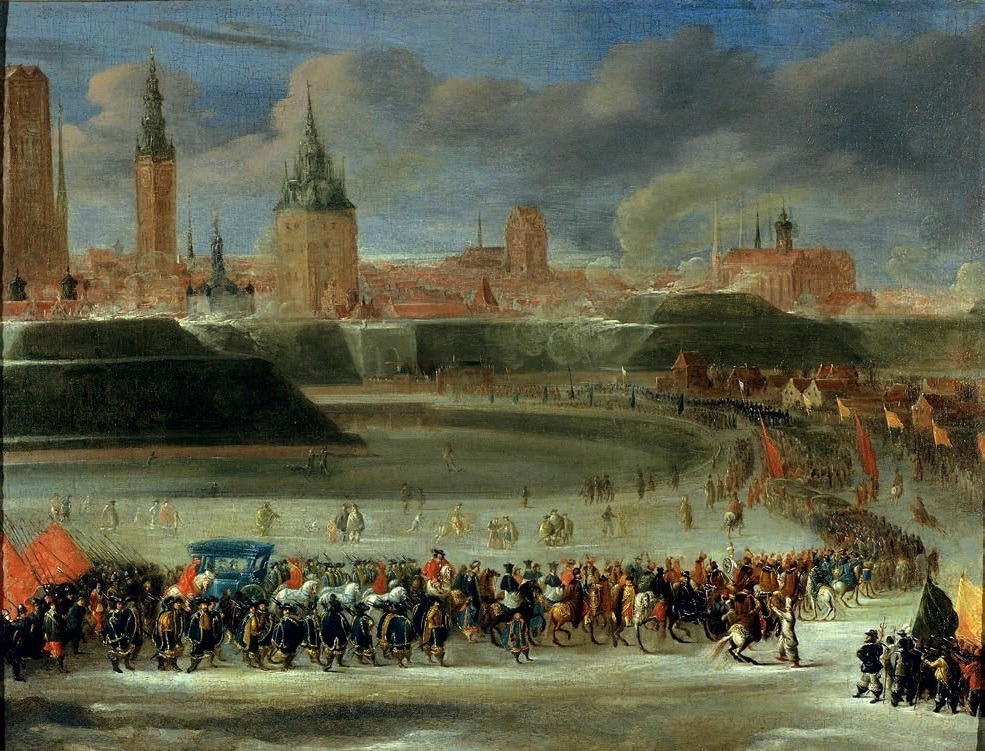
Bastion na obrazie „Wjazd Marii Ludwiki do Gdańska” (po lewej)